# Hermann Stefánsson
Pour les articles homonymes, voir Stefansson.
 (octobre 2013).
Hermann Stefánsson (né le 25 décembre 1968 à Reykjavik) est un auteur islandais.

## Œuvres
- Sjónhverfingar, 2003
- Níu þjófalyklar, 2004
- Stefnuljós
- Borg í þoku
- Algleymi